# Sylvia Le Fanu
Sylvia Le Fanu (født 1990 i London) er en britiskfødt, men danskbaseret filminstruktør. Hun voksede op på Den Europæiske Filmhøjskole i Ebeltoft og har siden selv uddannet sig som filminstruktør. Hun har vakt opmærksomhed med flere kortfilm, ikke mindst dramaet Abu Adnan fra 2017 om en syrisk far og hans søn, der kommer til Danmark som flygtninge. I februar 2025 har hendes debutspillefilm Min evige sommer dansk premiere.

## Opvækst
Sylvia Le Fanu er født i 1990 i London, men flyttede i 1993 med familien til Ebeltoft, hvor hendes far, filmhistorikeren Mark Le Fanu, blev underviser på den nystartede Den Europæiske Filmhøjskole. Atmosfæren på filmhøjskolen prægede hendes barndom meget kraftigt, og hun kom hurtigt til at optræde i roller i elevernes filmprojekter og mødte samtidig derhjemme over frokostmåltiderne mange filmkunstnere som Alan Parker, Lars von Trier og Bernardo Bertolucci blandt familiens gæster.

## Uddannelse
Le Fanu har en bachelor i film- og medievidenskab fra Københavns Universitet. Hun har desuden gået på KBH Film & Fotoskole, filmuddannelsen 18Frames (hvor hun skabte Abu Adnan) og Den norske filmskolen i Lillehammer, fra hvilken hun blev færdiguddannet i 2020.
Den danske filminstruktør Christina Rosendahl har fungeret som mentor for Le Fanu.

## Karriere
Le Fanu vakte opmærksomhed i filmbranchen, da hendes kortfilm Abu Adnan om en syrisk far og hans søn, der er kommet til Danmark som flygtninge og hver især forsøger at få hverdagen til at fungere, gjorde rent bord ved Ekko Shortlist Awards i 2017. Her vandt filmen, der fokuserede på den interne dynamik i familien, hvor sønnen langt nemmere finder sig til rette i det nye land end faderen, prisen i alle de kategorier, den var nomineret i: fiktion, mandlig hovedrolle, klipning og scenografi. Filmen blev nomineret til en Robert og deltog på en række internationale festivaler. I 2021 deltog hun igen i Ekko Shortlist-konkurrencen med sit kærlighedsdrama Amourteur, der vandt tre priser.
Le Fanus debut som spillefilminstruktør var med Min evige sommer, der fik verdenspremiere ved filmfestivalen i San Sebastián i september 2024 i konkurrencen "New Directors" og efterfølgende dansk premiere i februar 2025. Filmen handler om en 15-årig pige, der tager på sommerferie i et sommerhus med sine forældre. De hygger sig, men ved også alle tre, at det vil blive den dødssyge moders sidste sommer. Le Fanu fortalte, at filmen byggede på hendes personlige oplevelser og samtidig var en fortælling om at blive taget som gidsel i "ventesorgen".

## Filmografi

### Kortfilm
- På høje tid (Kortfilm, 2016)
- Abu Adnan (Kortfilm, 2017)
- Amourteur (Kortfilm, 2020)
- Om litt (Kortfilm, 2020)

Derudover filmskolefilmene Snakken (2015), Carl, 22.10.2002 (2015) På høje tid (2015), En rigtig tiger (2015) og Ever Since The Fire Went Out (2016).

### Spillefilm
- Min evige sommer (2025)